# SSC North America

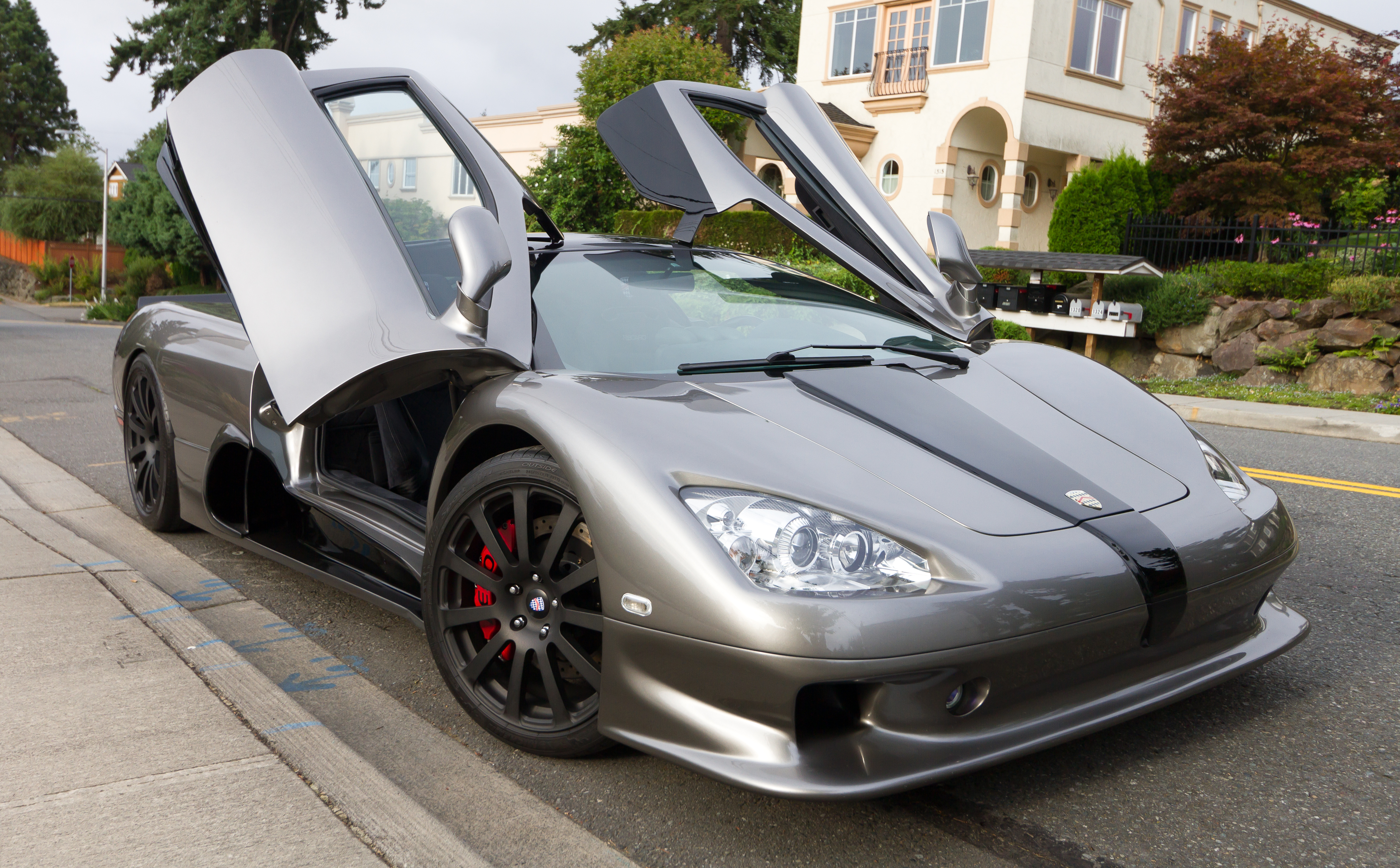
SSC Ultimate Aero

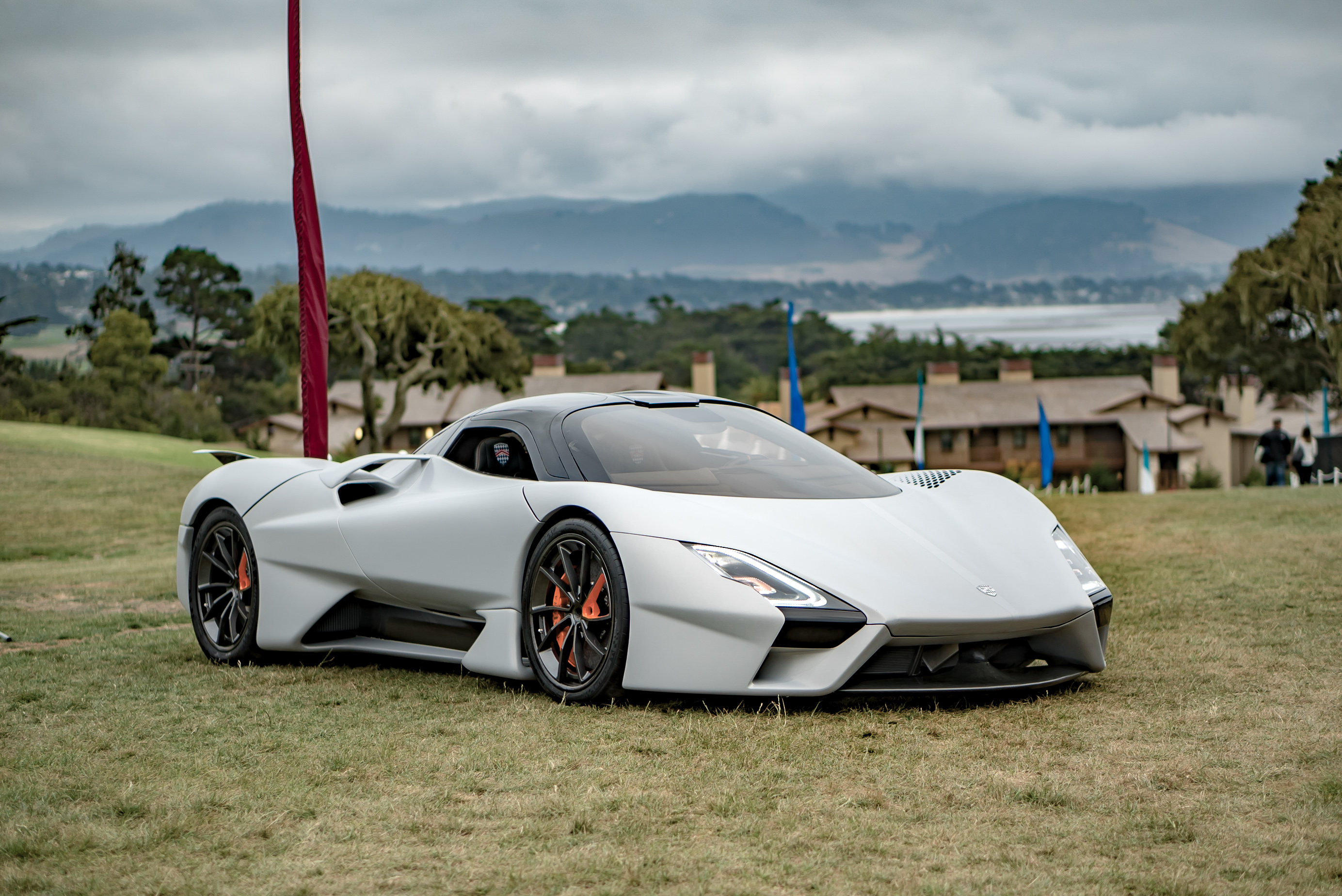
SSC Tuatara

SSC North America – amerykański producent hipersamochodów z siedzibą w West Richland działający od 1998 roku.

## Historia
Przedsiębiorstwo zostało utworzone pod nazwą Shelby SuperCars w 1998 roku przez Jeroda Shelby'ego, mając na celu produkcję hipersamochodów konkurujących z konstrukcjami takich marek, jak Bugatti czy Koenigsegg. Pierwsze wyniki prac konstruktorów SSC osiągnięto w 2004 roku, prezentując prototyp modelu Aero.
Premiera seryjnego modelu pod nazwą SSC Ultimate Aero TT odbyła się w 2006 roku. Pojazd napędzany był przez turbodoładowany silnik V8 o pojemności 6,35 litra, generując on moc 1183 KM. Dzięki osiągom, samochód otrzymał tytuł najszybszego samochodu świata, tracąc go wkrótce na rzecz Bugattiego Veyrona.

### Zmiana nazwy
W styczniu 2012 roku przedsiębiorstwo zmieniło swoją pełną nazwę z Shelby SuperCars na SSC North America, co było wynikiem porozumienia zawartego z Carroll Shelby International - innej firmy motoryzacyjnej z Shelby w nazwie, nie mającej nic wspólnego z SSC. Marka, pod którą oferowano pojazdy producenta, pozostała taka sama - SSC.
Drugi model w historii SSC o nazwie Tuatara został zaprezentowany w prototypowej postaci w 2011 roku. Jego seryjna postać zadebiutowała dopiero 7 lat później, w 2018 roku, z kolei sprzedaż ruszyła na przełomie 2019 i 2020 roku.

## Modele samochodów

### Obecnie produkowane
- Tuatara

### Historyczne
- Ultimate Aero TT (2006–2013)